# Aceraius katsurae
Aceraius katsurae là một loài bọ cánh cứng trong họ Passalidae. Loài này được Iwase miêu tả khoa học năm 1995.